# Гальяно, Фил
Филип Джозеф Гальяно (англ. Philip Joseph Gagliano; 27 декабря 1941, Мемфис, Теннесси — 20 декабря 2016, Холлистер, Миссури) — американский бейсболист. Выступал на позициях игрока второй и третьей баз. Играл в Главной лиге бейсбола с 1963 по 1974 год. Большую часть карьеры провёл в клубе «Сент-Луис Кардиналс», с которым выиграл Мировую серию 1967 года.

## Биография

### Ранние годы и начало карьеры
Филип Гальяно родился 27 декабря 1941 года в Мемфисе в штате Теннесси. Он был старшим из четырёх детей в семье. Родители Гальяно имели итальянское происхождение, предки по отцовской линии эмигрировали в США из южной Италии, по материнской — из Тосканы. Его отец и дядя играли в бейсбол на любительском уровне, младший брат Ральф играл в Главной лиге бейсбола за «Кливленд Индианс».
Сам он начал играть в бейсбол в пятом классе школы, выступал за команду Католической молодёжной организации. Позднее Гальяно стал игроком команд старшей школы Крисчен Бразерс и местного отделения Американского легиона. Одним из его партнёров был будущий игрок Главной лиги бейсбола Тим Маккарвер. Также Гальяно успешно играл в баскетбол, признавался самым ценным игроком школьной команды.
Осенью 1959 года Гальяно подписал контракт с клубом «Сент-Луис Кардиналс», получив бонус в размере 10 тысяч долларов. Весной следующего года он дебютировал в профессиональном бейсболе в составе команды «Дотан Кардиналс», игравшей в Лиге Алабамы и Флориды. Там он провёл 89 матчей на позиции шортстопа, отбивая с показателем 28,0 %. Затем Гальяно перевели на несколько уровней выше и сезон он завершил в «Мемфис Чикасос», где его эффективность на бите выросла до 31,5 %. В декабре 1960 года его направили в команду Лиги Тихоокеанского побережья «Портленд Биверс».
В «Биверс» Гальяно играл на второй базе, составив эффективную оборонительную связку с шортстопом Джерри Бучеком. Отбивал он с показателем 26,0 %, но проявил себя как силовой игрок, выбив 11 хоум-ранов. В 1962 году его перевели в другую лигу уровня AAA, где он играл за «Атланту Крэкерс». В трёх сезонах подряд с 1960 по 1962 год Гальяно входил в число участников матча всех звёзд лиги, где он выступал. В конце 1962 года произошло важное событие в его личной жизни: женитьба на Мэри Палмер Эшфорд, позднее родившей ему трёх дочерей и сына.

### Сент-Луис Кардиналс
Весной 1963 года Гальяно впервые получил приглашение на сборы основного состава «Кардиналс» и смог закрепиться в команде. В апреле он дебютировал в Главной лиге бейсбола, а всего принял участие в десяти матчах «Сент-Луиса». Конкуренция была очень высокой. Борьбу за место запасного инфилдера выиграл Джек Дамаска и после сокращения составов Гальяно был переведён в «Крэкерс», где и провёл большую часть сезона.
Зимой Гальяно играл в Доминиканской лиге и заслужил лестных оценок от ветерана «Кардиналс» Реда Шондинста и тренера команды Джонни Кина. Весной 1964 года журнал Sporting News назвал его самым трудолюбивым игроком на сборах команды. В основном составе «Сент-Луиса» он оставался до 19 июля, когда в команду пришёл инфилдер Эд Спицио. Гальяно снова был переведён в фарм-клуб, а в офисе «Кардиналс» задумались о его переводе на позицию аутфилдера, где он мог бы играть чаще.
В 1965 году, после прихода на место главного тренера Реда Шондинста, он стал одним из основных игроков «Кардиналс». В 122 матчах регулярного чемпионата он отбивал с показателем 24,0 %, выбив восемь хоум-ранов и набрав 53 RBI. На поле Гальяно выходил на второй и третьей базах, 27 игр он провёл на месте аутфилдера. Сам он при этом говорил, что готов играть на любой позиции, даже кэтчером. В межсезонье ходили слухи о возможном обмене в «Нью-Йорк Метс», но он остался в команде. В 1966 году Гальяно сыграл в 90 матчах, чаще выходя на поле в роли пинч-хиттера. Его эффективность на бите составила 25,4 %.
В декабре 1966 года «Кардиналс» обменяли своего третьего базового Чарли Смита в «Нью-Йорк Янкис» и Гальяно рассчитывал занять освободившееся место. Однако эта позиция досталась переведённому из аутфилда Майку Шеннону. Ему же снова пришлось довольствоваться ролью запасного игрока-универсала. Игровое время Гальяно увеличилось только в августе, когда травму получил Хулиан Хавьер. В регулярном чемпионате его показатель отбивания составил всего 22,1 %. «Кардиналс» завершили сезон 1967 года победителями Национальной лиги, а затем выиграли Мировую серию у «Бостона». В финале Гальяно появился на поле только в пятой игре, не сумев реализовать единственный выход на биту.
В 1968 году он играл ещё реже, завершив чемпионат с показателем отбивания 22,9 % в 105 выходах на биту. Команда второй раз подряд вышла в Мировую серию и Гальяно принял участие в трёх её играх. Победу в финале в семи матчах одержали «Детройт Тайгерс». После окончания сезона он вместе с «Кардиналс» участвовал в турне по Японии. Схожую роль Гальяно играл в сезоне 1969 года, по итогам которого его атакующая эффективность составила 22,7 %.

### Заключительный этап карьеры
Весной 1970 года Шеннон попал в больницу из-за проблем с почками, но в клубе снова не дали Гальяно шанса. Вместо этого в конце мая его обменяли в «Чикаго Кабс» на питчера Теда Абернати. В играх за «Кардиналс» его показатель отбивания составлял 18,8 %, в «Кабс» он снизился до 15,0 %. Главный тренер новой команды Лео Дюроше на новичка не рассчитывал и на поле выпускал его редко. В декабре 1970 года Гальяно продали в «Ред Сокс».
Переход в Американскую лигу положительно сказался на его карьере. В «Ред Сокс» Гальяно смирился с ролью запасного и раскрепостился. В защите он безошибочно действовал на второй и третьей базах и в аутфилде, а на бите его результативность составила 32,4 %. В 1972 году статистика была хуже, но оставался важным игроком команды, которая была близка к выходу в плей-офф. Чемпионат был сокращён из-за забастовки игроков. Гальяно выступал основным представителем «Бостона» в профсоюзе.
В конце марта 1973 года в «Ред Сокс» решили дать больше игрового времени молодому Марио Герреро, а Гальяно был обменян в «Цинциннати Редс». Он провёл хороший регулярный чемпионат, отбивая с показателем 29,0 % и в третий раз в карьере сыграл в плей-офф. Следующий год стал для него последним в лиге. В играх чемпионата Гальяно выбил всего два хита, но заработал пятнадцать уоков, едва не побив рекорд лиги для пинч-хиттеров. В октябре 1974 года он покинул «Редс» и закончил карьеру.

### После бейсбола
Закончив играть, Гальяно с семьёй поселился в Сент-Луисе. Два года он занимался продажами в компании Paramount Liquors, а затем перешёл в компанию Durbin Durco, где проработал почти двадцать лет. После этого он сменил ещё несколько мест работы, пока в 2002 году не вышел на пенсию. Его дети к этому моменту окончили школу и Гальяно с женой переехал в городок Холлистер, где провёл последние годы жизни.
Фил Гальяно скончался 19 декабря 2016 года в возрасте 74 лет.